# (72697) 2001 FX75
(72697) 2001 FX75 – planetoida z pasa głównego asteroid okrążająca Słońce w ciągu 4,98 lat w średniej odległości 2,92 j.a. Odkryta 19 marca 2001 roku.